# Dircaea horiei
Dircaea horiei là một loài bọ cánh cứng trong họ Melandryidae. Loài này được Hatch miêu tả khoa học năm 1965.